# Порт-Джефферсон-Стейшен (Нью-Йорк)
Порт-Джефферсон-Стейшен (англ. Port Jefferson Station) — переписна місцевість (CDP) в США, в окрузі Саффолк штату Нью-Йорк. Населення — 7950 осіб (2020).

## Географія
Порт-Джефферсон-Стейшен розташований за координатами 40°55′33″ пн. ш. 73°3′54″ зх. д. / 40.92583° пн. ш. 73.06500° зх. д. (40.925952, -73.065039).  За даними Бюро перепису населення США в 2010 році переписна місцевість мала площу 6,90 км², уся площа — суходіл.

## Демографія
Згідно з переписом 2010 року, у переписній місцевості мешкало 7838 осіб у 2812 домогосподарствах у складі 1944 родин. Густота населення становила 1135 осіб/км².  Було 2949 помешкань (427/км²).
Расовий склад населення:
| - 85,2 % — білих - 5,4 % — азіатів - 2,5 % — чорних або афроамериканців - 0,1 % — корінних американців - 4,6 % — осіб інших рас |

До двох чи більше рас належало 2,2 %. Частка іспаномовних становила 14,8 % від усіх жителів.
За віковим діапазоном населення розподілялося таким чином: 21,9 % — особи молодші 18 років, 64,0 % — особи у віці 18—64 років, 14,1 % — особи у віці 65 років та старші. Медіана віку мешканця становила 39,2 року. На 100 осіб жіночої статі у переписній місцевості припадало 95,8 чоловіків;  на 100 жінок у віці від 18 років та старших — 94,7 чоловіків також старших 18 років.
Середній дохід на одне домашнє господарство  становив 99 486 доларів США (медіана — 86 360), а середній дохід на одну сім'ю — 117 277 доларів (медіана — 96 302). Медіана доходів становила 72 213 долари для чоловіків та 44 089 доларів для жінок. За межею бідності перебувало 14,2 % осіб, у тому числі 1,2 % дітей у віці до 18 років та 4,9 % осіб у віці 65 років та старших.
Цивільне працевлаштоване населення становило 4403 особи. Основні галузі зайнятості: освіта, охорона здоров'я та соціальна допомога — 36,2 %, роздрібна торгівля — 13,6 %, мистецтво, розваги та відпочинок — 11,6 %.